# Wacław Panek
Wacław Panek (ps. literacki Jarosław Adamski; ur. 22 lipca 1948 w Opolu, zm. 30 czerwca 2024) – polski muzykolog, doktor nauk humanistycznych, pisarz, dziennikarz, krytyk i publicysta muzyczny. 

## Kariera naukowa
W 1966 roku ukończył III Liceum Ogólnokształcące i Państwową Średnią Szkołę Muzyczną w Opolu (klasa fortepianu prof. Józefy Donicht). Następnie studiował muzykologię na Wydziale Historii Uniwersytetu Warszawskiego, którą ukończył w 1972 roku. Tematem jego pracy dyplomowej napisanej pod kierunkiem polskiej muzykolog Zofii Lissy była Muzyka w Polskim Radio w okresie międzywojennym. Doktoryzował się w 2006 na podstawie rozprawy Jan Kiepura (1902–1966) – biografia artysty, pierwszej polskiej pracy doktorskiej poświęconej śpiewakowi, na Uniwersytecie Opolskim, w jedynym w Polsce Zakładzie Biografistyki pod kierunkiem Stanisława Nicieji. W latach 70. i 80. był wykładowcą szkół wyższych.

## Krytyk muzyczny i autor
Od 1966 działał jako krytyk muzyczny (m.in. na łamach „Poglądów”, „Jazzu”, „Teatru”, „Ruchu Muzycznego” i „Kultury” oraz w radiu i w telewizji; w 1986 roku założył pierwsze pismo poświęcone profesjonalnemu show-businessowi „Forum Rozrywki”, a w 1990 roku pierwszy tygodnik województwa stołecznego „Wieści Podwarszawskie”, którego był wydawcą i redaktorem naczelnym (1990–93). Od 2000 roku prowadził „Wydawnictwo Polskie" w Wołominie. Został też laureatem wielu nagród dziennikarskich i literackich (m.in. „Nagrody Europejskiej” Uniwersytetu w Padwie w 1989 roku i brązowego medalu Gloria Artis w 2008 roku). Jest autorem ponad 50 książek na temat kultury muzycznej (m.in. Polski śpiewnik narodowy z kanonem pieśni polskiej X–XX w., polska Encyklopedia muzyki rozrywkowej czy też Nowy słowniczek muzyczny, obejmujący zarówno klasykę muzyczną jak i muzykę rozrywkową). 
Był autorem kilku obszernych pozycji z dziedziny edukacji muzycznej, takich jak podręcznik do przedmiotu „Muzyka” do gimnazjum Świat muzyki (WSiP) czy Wiedza o kulturze (wyd. własne Wydawnictwo Polskie) dla szkół ponadgimnazjalnych, gdzie w kolejnych wydaniach dodawał swoje prywatne poglądy polityczne.
Pisał utwory sceniczne (sztuki teatralne, libretta musicali, widowiska muzyczne) oraz teksty pieśni i piosenek.

## Książki
- Jazz, beat, rozrywka. Warszawa: Wydawnictwa Centralnego Ośrodka Metodyki Upowszechniania Kultury COK, 1973; wydanie II: 1975.
- Niemen (kształty mitu). Wrocław–Brzeg: Wyd. Jazz nad Odrą 74, 1974.
- Mity muzycznej rozrywki. Z notatnika obserwatora. Warszawa: Instytut Wydawniczy CRZZ, 1976.
- Opolska kultura muzyczna 1945 – 1975. Opole: Instytut Śląski w Opolu, 1977 (współautor: Zbigniew Kościów).
- Z polskiej krytyki jazzowej. Eseje, dyskusje, reportaże, recenzje, felietony, wywiady 1956 – 1976. Kraków: Polskie Wydawnictwo Muzyczne, 1978 (wybór i oprac. antologii).
- Piosenka polska. Warszawa: Krajowa Agencja Wydawnicza, 1978 (współautor: Lech Terpiłowski).
- Operetka Warszawska (szkic do historii teatru w latach 1954 – 1979). Warszawa: Państwowa Operetka w Warszawie, 1979.
- Upowszechnianie kultury muzycznej. Warszawa: Instytut Wydawniczy CRZZ, 1980.
- Wiesław Ochman. Warszawa: Wydawnictwa Artystyczne i Filmowe, 1980.
- Droga na zamek. Notatki z ćwierćwiecza szczecińskiej sceny muzycznej (1957–1982). Szczecin: Państwowy Teatr Muzyczny w Szczecinie, 1982.
- Relaks z muzyką. Warszawa: Instytut Wydawniczy Związków  Zawodowych, 1983 (współautorka: Irena Panek).
- Mały słownik muzyki rozrywkowej. Warszawa: Wyd. ZAKR, 1986.
- Kariery i legendy. Szkice o artystach polskiej sceny muzycznej. Warszawa: Instytut Wydawniczy Związków Zawodowych, 1984 – wydanie I; wydanie II zmienione: Warszawa, 1987 (zbiór 1).
- Kariery i legendy. Szkice o artystach polskiej sceny muzycznej. Warszawa: Instytut Wydawniczy Związków Zawodowych, 1988 (zbiór 2).
- Kariery i legendy. Szkice o artystach polskiej sceny muzycznej. Warszawa: Wydawnictwo Bohdana Wrocławskiego, 1994 (zbiór 3).
- Czarownice nad Opolem. Warszawa: Instytut Wydawniczy Związków Zawodowych, 1986.
- Marsz, marsz Polonia. Pieśni, z którymi szliśmy do niepodległości. Warszawa: Instytut Wydawniczy „Nasza Księgarnia”, 1988 (wybór i opracowanie autora).
- Śpiew, śmiech i grzech (Rozmowy wokół teatru muzycznego). Poznań: Krajowa Agencja Wydawnicza, 1989.
- Państwowa Operetka w Warszawie 1979–1989 (szkic do historii teatru w latach 1979–1989). Warszawa: Państwowa Operetka w Warszawie, 1990.
- Gaude, mater Polonia. Warszawa: Instytut Wydawniczy „Nasza Księgarnia”, 1990.
- Królowa nocy. Opowieść o Ninie Stano. Warszawa: Conex, 1990.
- Jan Kiepura. Warszawa: Twój Styl, 1992 – wydanie I; wydanie II rozszerzone pt. Jan Kiepura. Życie jak z bajki.: Poznań: Wydawnictwo Kurpisz, 2002.
- Hymny polskie. Poznań: Grupa Wydawnicza „Słowo”, 1996 – wydanie I; wydanie II rozszerzone: Warszawa: Wydawnictwa Szkolne i Pedagogiczne, 1997; wydanie III nowe, Wołomin: Wydawnictwo Polskie w Wołominie, 2007; wyd. IV rozszerzone: 2008 (Wołomin).
- Polski śpiewnik narodowy. Poznań: Grupa Wydawnicza „Słowo”, 1996.
- Wędrówki Joasi. Poznań: Grupa Wydawnicza „Słowo”, 1997.
- Festiwal śpiewającej duszy. Hajnówka: Fundacja „Muzyka Cerkiewna”, 1997.
- Niedyskrecje (nie tylko muzyczne). Komorów: Wydawnictwo Antyk Marcin Dybowski, 1998.
- Świat muzyki. Gimnazjum. Podręcznik klasy 1–3. Warszawa: Wydawnictwa Szkolne i Pedagogiczne, 1999; wydanie X: 2008.
- Encyklopedia muzyki rozrywkowej. Warszawa: Bertelsman Media Sp. z. o.o. – Świat  Książki, 2000.
- Beethoven. Księżycowa Julia. Wołomin: Wydawnictwo Polskie w Wołominie, 2000.
- Chopin. Konstancja, Maria, Aurora. Wołomin: Wydawnictwo Polskie w Wołominie, 2000.
- Kiepura. Brunetki, blondynki. Wołomin: Wydawnictwo Polskie w Wołominie, 2000.
- Lehar. Wesoła rozwódka. Wołomin: Wydawnictwo Polskie w Wołominie, 2000.
- Strauss. Wino, kobiety i śpiew. Wołomin: Wydawnictwo Polskie w Wołominie, 2000.
- Wieniawski. Legenda „Legendy”. Wołomin: Wydawnictwo Polskie w Wołominie, 2000.
- Świat muzyki. Zeszyt ćwiczeń. Warszawa: Wydawnictwa Szkolne i Pedagogiczne, 2001; wydanie VII: 2008.
- Wiedza o kulturze. Program nauczania w liceum ogólnokształcącym, liceum profilowanym i w technikum. Kształcenie w zakresie podstawowym i rozszerzonym. Wołomin: Wydawnictwo Polskie w Wołominie, 2002; wydanie IV: 2010 (współautorka: Irena Panek).
- Wiedza o kulturze. Problemy – zadania – warsztaty. Przewodnik przedmiotowy dla uczniów szkół średnich. Wołomin: Wydawnictwo Polskie w Wołominie, 2002; wydanie II: 2003.
- Wiedza o kulturze. Podręcznik z ćwiczeniami dla szkół średnich. Kształcenie w zakresie podstawowym. Wołomin: Wydawnictwo Polskie w Wołominie, 2003 – wydanie I; wydanie II uzupełnione: 2004; wydanie VII: 2010.
- Wiedza o kulturze. Podręcznik z ćwiczeniami dla szkół średnich. Kształcenie w zakresie rozszerzonym. Wołomin: Wydawnictwo Polskie w Wołominie, 2003 – wydanie I; wydanie II uzupełnione: 2005; wydanie III uzupełnione: 2008.
- Viva Verdi. Muzyczny teatr faktu w dwóch aktach. Wołomin: Wydawnictwo Polskie w Wołominie, 2004.
- Jan Kiepura (1902–1966) – biografia artysty. Opole: Uniwersytet Opolski, 2006.
- Opętane. Dramat dokumentalny w trzech aktach. Wołomin: Wydawnictwo Polskie w Wołominie, 2008.
- Świat muzyki. Gimnazjum. Podręcznik. (Zgodne z nową podstawą programową). Warszawa: Wydawnictwa Szkolne i Pedagogiczne, 2009; wydanie III: 2013.
- Świat muzyki. Zeszyt ćwiczeń. (Zgodne z nową podstawą programową). Warszawa: Wydawnictwa Szkolne i Pedagogiczne, 2009; wydanie III: 2013.
- Z historii polskiej wokalistyki operowej. Wołomin: Wydawnictwo Polskie w Wołominie, 2009.
- Adam Didur i wokaliści polscy na scenach operowych świata przełomu XIX / XX wieku. Wołomin: Wydawnictwo Polskie w Wołominie, 2010.
- Zesłani. Tekst oratorium. Wołomin: Wydawnictwo Polskie w Wołominie, 2010.
- Wiedza o kulturze. Podręcznik dla szkół ponadgimnazjalnych. (Nowa podstawa programowa 2012). Wołomin: Wydawnictwo Polskie w Wołominie, 2012; II wydanie; 2013.
- Wiedza o kulturze. Program nauczania w szkołach ponadgimnazjalnych. (Nowa podstawa programowa 2012). Wołomin: Wydawnictwo Polskie w Wołominie, 2012 (współautorka: Iwona Morawska).
- Nowy słowniczek muzyczny. Klasyka, Folk, Jazz, Pop, Rock, Instrumenty, Teoria. Wołomin: Wydawnictwo Polskie w Wołominie, 2014.
- Przewodnik muzyczny z małym słownikiem, wyd. Polihymnia, Lublin 2017.

## Utwory sceniczne
- Pętla – sztuka będąca adaptacją wydanego w 1956 opowiadania autorstwa Marka Hłaski pod tym samym tytułem. Lisetta Stembor dokonała przekładu Pętli na język niderlandzki. Prapremiera miała miejsce w czerwcu 1982 w Agencji Artystycznej „Estrada” w Lublinie (reżyseria: Roman Kruczkowski)[6], a premiera holenderska w czerwcu 1984 w Rotterdamie (reżyseria: Paul van Gorcum).
- Opętane – dramat (1983).
- Czarodziejski pierścień – libretto musicalu (1984).
- Kwiat paproci – libretto musicalu (1986).
- Debiutantka – monodram muzyczny (1987).
- Marsz, marsz Polonia  – widowisko muzyczne (1988).
- Kiepura Story  – biograficzne widowisko muzyczne (1990).
- Masada  – tryptyk sceniczny (1993).
- Klub  – komedia 1994).
- Kontrakt – monodram z piosenkami (1998).
- Alicja i czary – libretto musicalu 200).
- Viva Verdi – muzyczny teatr faktu (2004).
- Zesłani – tekst oratorium dokumentalnego (2005).
- Karczma Skazówka na Majdanie – plenerowe widowisko muzyczne (2007) z premierą w 2007 w spektaklu w reżyserii Marka Wysockiego w wykonaniu Teatru Equus z Klubu Galop w Zielonce[7].